# V Records
V Records to wrocławskie niezależne wydawnictwo płytowe oraz menedżer artystów i producent wydarzeń artystycznych. Wytwórnia współpracuje z takimi artystami jak Roland Abreu & The Cuban Latin Jazz, MØW, Piotr Rachoń Quartet, Vojto Monteur, JazzBlaster, Húrra, Jorgos Skolias & Piotr Rachoń,  The Lions. Wydawnictwa V Records były nominowane do Fryderyka oraz Wrocławskiej Nagrody Muzycznej. Wydawnictwo prowadzi Maciej Nestor - manager, muzyk i producent.

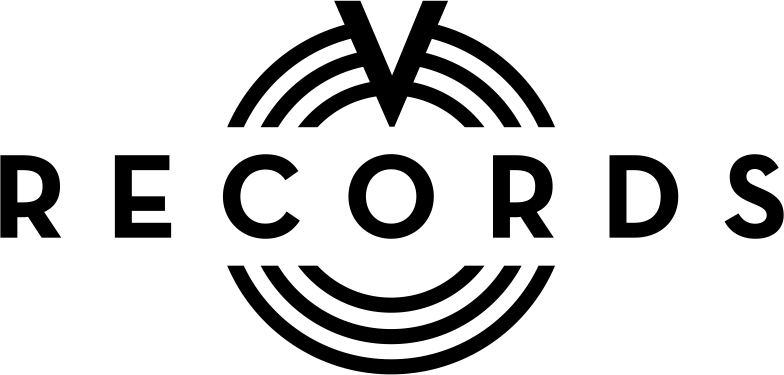
V Records